# Rani Khedira
Rani Khedira (ur. 27 stycznia 1994 w Stuttgarcie) – niemiecki piłkarz tunezyjskiego pochodzenia grający na pozycji pomocnika w Union Berlin. Były młodzieżowy reprezentant Niemiec.

## Kariera klubowa
Khedira zadebiutował w rezerwach VfB Stuttgart 28 stycznia 2012 w przegranym 3-1 meczu przeciwko Rot-Weiß Erfurt. Zagrał wtedy w podstawowym składzie i zszedł z boiska w 71. minucie.
W październiku 2012 został włączony do pierwszego zespołu.
W 2013 przedłużył kontrakt z klubem do 30 czerwca 2015 roku.
Po sezonie 2013/2014 podpisał kontrakt z RB Leipzig obowiązujący do 30 czerwca 2017. W czerwcu 2017 podpisał czteroletni kontrakt z FC Augsburg.

## Kariera reprezentacyjna
Rani Khedira wystąpił w 6 meczach podczas Mistrzostw Świata FIFA do lat 17 w 2011 roku w Meksyku. Reprezentacja Niemiec zdobyła wtedy brązowy medal.
W reprezentacji do lat 19 zadebiutował 14 listopada 2012 roku w meczu przeciwko reprezentacji Francji. W spotkaniu tym Rani Khedira zdobył gola, a reprezentacja Niemiec wygrała 3–0.

## Życie prywatne
Khedira urodził się w Stuttgarcie. Jego ojciec był Tunezyjczykiem, a matka Niemką. Jest młodszym bratem piłkarza Samiego Khediry.